# He's Out There
He's Out There es una película estadounidense de terror, dirigida por Quinn Lasher y escrita por Mike Scannell. Es protagonizada por Yvonne Strahovski, Anna Pniowsky, Abigail Pniowsky, Ryan McDonald y Justin Bruening. Fue estrenada el 14 de septiembre de 2018 por Vertical Entertainment.

## Sinopsis
Las apacibles vacaciones de una madre y sus hijas en una idílica cabaña en los bosques canadienses se ven perturbadas por el meticuloso plan de un psicópata que lleva años acechando a la familia desde la distancia, y para quien ha llegado el momento de pasar a la acción, aterrorizando a sus víctimas y haciendo correr ríos de sangre.

## Reparto
- Yvonne Strahovski[2] como Laura.
- Anna Pniowsky[3] como Kayla.
- Abigail Pniowsky[3] como Maddy.
- Justin Bruening[3] como Shawn.
- Julian Bailey[3] como Owen.
- Ryan McDonald[3] como John.

## Producción
El 11 de marzo de 2016, Screen Gems contrató a Dennis Iliadis para dirigir lla película de suspenso y terror He's Out There, a partir de un guion de Mike Scannell, que sería producida por Bryan Bertino y Adrienne Biddle de Unbroken Pictures. El 22 de junio de 2016, Yvonne Strahovski se unió a la película para interpretar a una madre de dos hijas que tiene que luchar por su propia vida y la de sus hijas.
La fotografía principal de la película comenzó el 29 de julio de 2016 en la región de Laurentides en Montreal, Quebec, Canadá.

## Estreno
Screen Gems inicialmente tenía derechos de distribución de la película, pero abandonó la película y luego fue adquirida por Vertical Entertainment. Fue estrenada el 14 de septiembre de 2018.